# Pseudotharybis robustus
Pseudotharybis robustus är en kräftdjursart som först beskrevs av Edward Bradford 1969.  Pseudotharybis robustus ingår i släktet Pseudotharybis och familjen Aetideidae. Inga underarter finns listade i Catalogue of Life.